# Иванов, Александр Иванович (орнитолог)
Александр Иванович Иванов (1902—1987) — советский орнитолог, доктор биологических наук, руководил отделением орнитологии Зоологического института АН СССР с 1949 по 1969, один из ведущих советских специалистов по птицам. Представлял отечественную орнитологическую науку на международных орнитологических конгрессах (в Швейцарии и Финляндии).

## Биография
Родился 30 октября 1902 года в Уфе.
- 1921 — окончил среднюю школу в г. Бийске, работал в Бийском краеведческом музее. Потом переехал в Ленинград, где работал экскурсоводом на Саблинской научно-экскурсионной станции.
- 1927 — окончил учебу в Институте прикладной зоологии и фитопатологии, принимает деятельное участие в работе зоологических экспедиций. В 1925—1926 гг. работал в составе Якутской экспедиции АН СССР, во время которой собрал большой материал по орнитофауне Якутии.
- 1928 — работа в Монгольской экспедиции АН СССР.
- 1929 — работа в экспедиции по изучению вредных грызунов Узбекистана.
- 1930 — работа в Хамар-Дабанской зоологической экспедиции.
- 1933—1949 — «таджикский» период жизни, начало работы научным сотрудником Таджикской базы АН СССР и (в последние годы) — ученым секретарём Таджикского филиала АН СССР.
- 1946 — получил степень кандидата биологических наук
- 1948 — защита докторской диссертации
- 1949 — переход на работу в Зоологический институт АН СССР, где руководил Отделением орнитологии
- 1969 — выход в свет капитальной монографии «Птицы Памиро-Алая», которая считается классическим образцом орнитологической фаунистики[2]
- 1976 — выход на пенсию.

Умер 25 сентября 1987 года на 85-м году жизни.

## Труды
- Иванов А. И. «Каталог птиц СССР». — Л. Наука. — 1976. — 274 с.
- Иванов А. И., Штегман Б. К. «Краткий определитель птиц СССР». — 1-е изд., испр. и доп. — М.-Л. Наука. — 1964. — 528 с. — Тираж: 26 000 экз (Вып. 83 из серии «Опред. по фауне СССР»).
- Иванов А. И. «Птицы Таджикистана». — М.-Л. Академия наук СССР. — 1940. — 299 с.
- Иванов А. И. «Определитель птиц Таджикистана и сопредельных районов. Ч.1». — Сталинабад. Изд-во Акад. наук Таджик. ССР. — 1953. — 161 с.
- Иванов А. И., Козлова Е. В., Портенко Л. А., Тугаринов А. Я. «Птицы СССР. Ч.1».  — М.-Л. Наука. — 1951. — 280 с. — Тираж: 3 000 экз (Вып. 39 из серии «Опред. по фауне СССР»).
- Иванов А. И., Козлова Е. В., Портенко Л. А., Тугаринов А. Я. «Птицы СССР. Ч.2».  — М.-Л. Наука. — 1953. — 345 с. — Тираж: 3 000 экз (Вып. 49 из серии «Опред. по фауне СССР»).
- Портенко Л. А. (Иванов А. И. — ред.). «Птицы СССР. Ч.3».  — М.-Л. Наука. — 1954. — 255 с.(Вып. 54 из серии «Опред. по фауне СССР»).
- Портенко Л. А. (Иванов А. И. — ред.). «Птицы СССР. Ч.4».  — М.-Л. Наука. — 1960. — 415 с. (Вып. 69 из серии «Опред. по фауне СССР»).
- Иванов А. И. «Птицы Памиро-Алая». — Л. Наука. — 1969. — 446 с.
- Иванов А. И., Штегман Б. К. «Краткий определитель птиц СССР». — 2-е изд., испр. и доп. — Л. Наука. — 1978. — 559 с. — Тираж: 25 000 экз (Вып. 115 из серии «Опред. по фауне СССР»).
- Иванов А. И. (сост.). «Птицы СССР. Библиографический указатель. 1881—1917 гг.» — 1972.
- Иванов А. И. (сост.). «Птицы СССР. Библиографический указатель. 1918—1945 гг.» — Л. Наука. — 1979. — 408 с.  — Тираж: 2 500 экз
- Иванов А. И. (сост.). «Птицы СССР. Библиографический указатель 1946—1970. Часть 1». — Санкт-Петербург: «БАН», 1992. — 179 с.
- Иванов А. И. (сост.). «Птицы СССР. Библиографический указатель 1946—1970. Часть 2». — Санкт-Петербург: «БАН», 1992. — 194 с.

## Награды
- Орден «Знак Почета»
- Медаль «За доблестный труд в Великой Отечественной войне 1941—1945 гг.»
- Грамота Верховного Совета Таджикской ССР